# Joseph Riri
Joseph Muriithi Riri (21 oktober 1973) is een Keniaanse marathonloper. Hij schreef verschillende marathons op zijn naam.

## Loopbaan
Tussen 2001 en 2005 realiseerde Riri de volgende zegereeks: in 2001 won hij de marathon van Belfast en de marathon van Mount Meru, in 2002 zegevierde hij op de marathon van Singapore, in 2004 was hij het sterkst in de marathon van Stockholm en in 2005 in de marathon van Lake Biwa.
In 2004 werd Riri bovendien tweede op de marathon van Berlijn in een persoonlijk record van 2:06.49. Op 14 maart 2004 won hij de halve marathon van Bath in 1:02.20. Op de wereldkampioenschappen van 2005 in Helsinki behaalde Riri op de marathon een 29e plaats.

## Persoonlijke records
| Onderdeel      | Prestatie | Datum             | Plaats  |
| -------------- | --------- | ----------------- | ------- |
| halve marathon | 1:02.20   | 14 maart 2004     | Bath    |
| 25 km          | 1:13.35   | 9 mei 2004        | Berlijn |
| 30 km          | 1:29.37   | 26 september 2004 | Berlijn |
| marathon       | 2:06.49   | 26 september 2004 | Berlijn |

## Prestaties

### halve marathon
- 2004:  halve marathon van Bath - 1:02.20
- 2006: 19e halve marathon van Bogota - 1:11.46

### marathon
- 2001:  marathon van Belfast - 2:26.00
- 2001:  marathon van Mt Meru
- 2002:  marathon van Singapore - 2:18.46
- 2002:  marathon van Verona - 2:23.43
- 2004:  marathon van Stockholm - 2:16.12
- 2004:  marathon van Berlijn - 2:06.49
- 2005:  marathon van Lake Biwa - 2:09.00
- 2005: 29e WK - 2:19.51
- 2006: 16e marathon van Lake Biwa - 2:16.58
- 2007: 7e marathon van Beppu Oita - 2:13.38
- 2007: 4e marathon van Praag - 2:13.50